# Tempo de Vencer
Tempo de Vencer é o álbum de estreia da  Jamily, lançado em 2002 pela Line Records. Esse álbum vendeu mais de 300 mil cópias no Brasil, sendo certificado com disco de ouro pela ABPD.

## Faixas
1. "Tempo de Vencer (All the Man That I Need)" (Michel Gore, Dean Pitchford/versão: Beno César, Solange de César)
2. "Eu Não Vou Deixar" (Beno César, Solange de César)
3. "Tempo de Ser Feliz" (Beno César, Solange de César)
4. "Você é Real" (Beno César, Solange de César)
5. "Mister Reggae" (Kiko Perrone, Tchorta Boratto, Gui Boratto)
6. "Feliz" (Kiko Perrone, Tchorta Boratto, Gui Boratto)
7. "É Só Acreditar" (Beno César, Solange de César)
8. "Feliz Demais" (Beno César, Solange de César)
9. "Pode me Chamar" (Kiko Perrone, Tchorta Boratto, Gui Boratto)
10. "Quantas Vezes" (Kiko Perrone, Tchorta Boratto, Gui Boratto)
11. "Vem pra Cá" (Kiko Perrone, Tchorta Boratto, Gui Boratto)
12. "Por Amor" (Kiko Perrone, Tchorta Boratto, Gui Boratto)

## Clipes
- Tempo de vencer
- É só Acreditar

## Vendas e certificações
| País          | Certificação | Vendas    |
| ------------- | ------------ | --------- |
| Brasil - ABPD | Ouro         | 300,000 + |